# Nèstor Luján Fernández
Nèstor Luján i Fernández (Mataró, 1r de març de 1922 - Barcelona, 22 de desembre de 1995) fou un periodista, gastrònom i escriptor català.

## Biografia
Es va llicenciar en Filosofia i Lletres el 1943. Allà col·laborarà a la revista "Alerta", dels falangistes de la SEU, amb Joan Perucho, Manuel Valls i Antoni Vilanova. Va obtenir el títol de periodista el 1952. Des del començament dels anys quaranta va estar vinculat a la revista Destino, de la qual va ser secretari de redacció, redactor en cap i finalment director, entre el 1958 i el 1975. Acabada aquesta etapa, va dirigir la revista de divulgació històrica Historia y vida. De curiositat enciclopèdica, al llarg de la seva carrera va escriure sobre quasi tot: enterraments, crítica d'art i literatura, cròniques de viatge, crítica de boxa i tennis, ballet i música, editorials i cròniques polítiques i gastronòmiques, una especialitat que li va valer el Premi Nacional de Gastronomia l'any 1974.

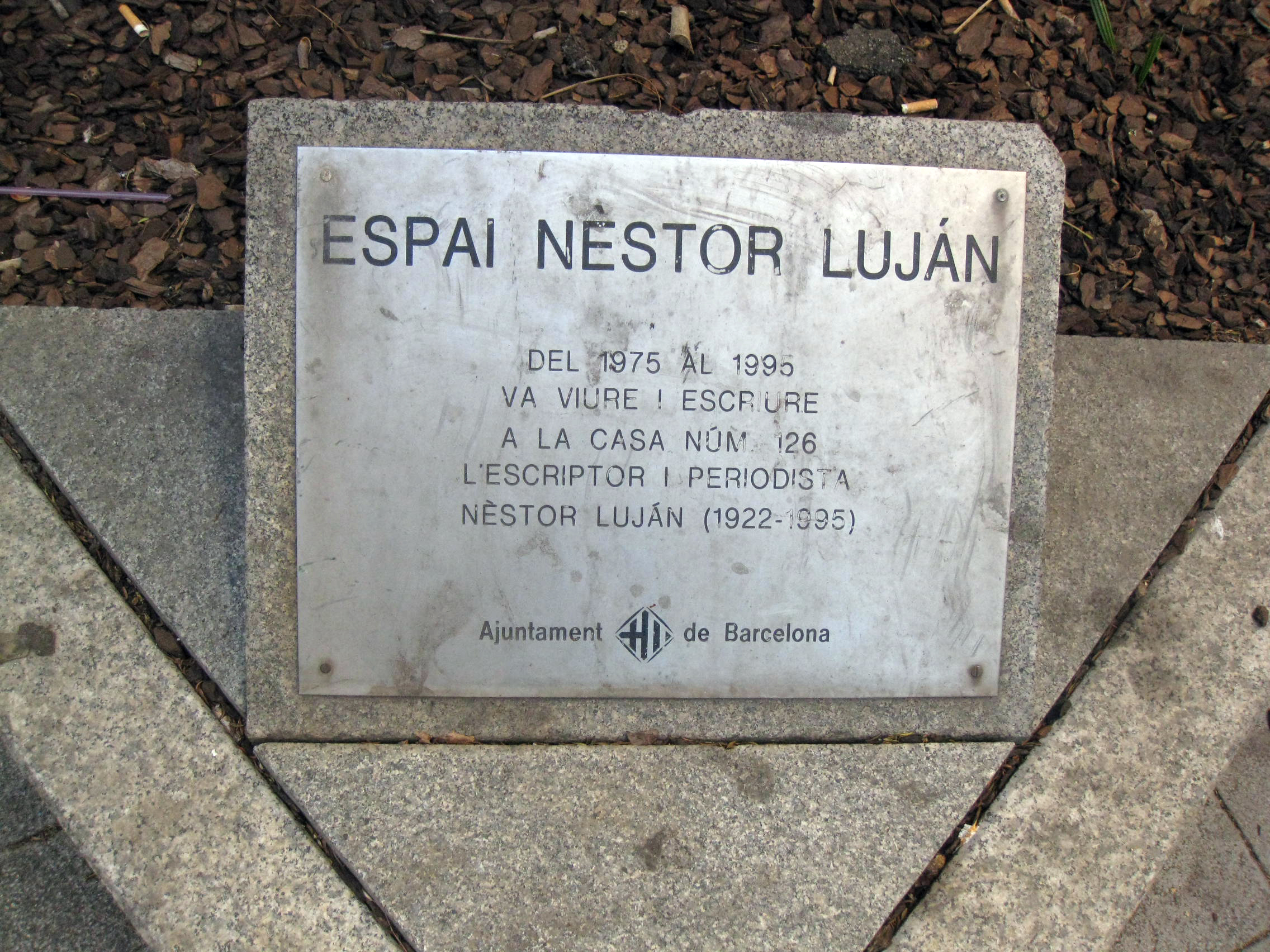
Placa en memòria de Nèstor Luján davant la casa on va viure, al carrer d'Enric Granados núm. 126, cantonada Diagonal

El 1963 va iniciar una rúbrica setmanal a Destino titulada Coma bien i que signava amb el pseudònim de Pickwick, en la qual informava de la gastronomia de fora de les nostres fronteres, una gastronomia que avui coneixem com a clàssica. Una cuina burgesa, rica i elaborada, hereva de la que es feia a la Belle Époque. La Vanguardia de 30 de març de 1969 , el Tribunal Suprem va confirmar la sentència que condemnava Nèstor Luján, director de la revista Destino, a 8 mesos de presó menor i multa de 10.000 pessetes per un delicte de propaganda il·legal. Luján era director de Destino quan el 28 d'octubre de 1967 va permetre la publicació d'una carta al director en la qual –diu la sentència– “se vertían conceptos de tipo ofensivo para la lengua catalana, cuyo libre uso particular y social se respeta y garantiza”. Arxivat 2019-12-18 a Wayback Machine.
El seu bagatge gastronòmic se sustentava en dos ferms i imprescindibles pilars: d'una banda, un savi aprofundiment en la història i en els fets i les anècdotes que envolten les coses de menjar i, de l'altra, el coneixement directe i personal, com a comensal que havia estat, de les taules dels grans restaurants de tot el món, que avui ja formen part de la llegenda gastronòmica. Una experiència de més de cinquanta anys d'haver menjat els plats dels millors cuiners del seu temps, com els de Ramon Cabau Guasch un dels més destacats gastrònoms i restauradors de l'època, amb la filla del qual, Tin Cabau (Francesca «Paquitín», «Tin» Esperança Cabau Agut), es va casar el 1973. A la seva muller, també cuinera i involucrada en el negoci familiar de restauració, sovint se l'indica com a Tin Luján Fernández quan és coautora en diversos llibres.
Considerava la gastronomia una de les formes més civilitzades de la sensualitat. Defensava la cuina autèntica, tant li feia si eren plats senzills. Els reclamava, però, impecables, com grans plats de la cuina magistral, admirador del luxe com era. Va ser un amant de la taula i especialment de la sobretaula, on podia practicar la conversa i l'amistat.
Últim cronista d'aquella gastronomia, va recollir vivències, investigacions i cròniques en vint-i-dos llibres, entre els quals destaquen una Historia de la gastronomía (1988), Carnet de ruta, las recetas de Pickwick (1982), Historias de la cocina española, amb la col·laboració de Joan Perucho, Vint segles de cuina a Barcelona (1993) i el Diccionari Luján de gastronomia catalana (1990).
El 1987, als seixanta-cinc anys, va iniciar una carrera de novel·lista i va obtenir diferents premis. El seu primer llibre de ficció, Decidnos, ¿quién mató al conde? (1987), va guanyar el Premio Internacional de Novela Plaza & Janés. El 1994 li va ser concedit el Ramon Llull amb La Rambla fa baixada i el 1995 va guanyar el Sant Jordi amb la novel·la Els fantasmes del Trianon.
D'ell mateix va escriure: 
| «              | M'agrada menjar, beure, parlar amb els amics, i no crec haver estat un mal conversador. Sóc enemic de la intolerància i de la perfecció, dels predicadors de les dietes i dels administradors de les depressions sanitoses. Adoro la gent intel·ligent, perquè penso, esverat, que tenir idees aviat serà considerat com una malaltia de psiquiatre. | » |
| — Nèstor Lujan | |   |

Després de la seva mort, la Biblioteca de Catalunya va adquirir la seva biblioteca i el seu arxiu personal, així com una col·lecció de felicitacions de Nadal i menús.

## Obres

### En català
- 1985 La cuina moderna a Catalunya / La cocina moderna en Cataluña, amb Francesca «Tin» Cabau Agut (autors indicats com a «Néstor y Tin Luján,» que en realitat són en Nèstor Luján i la Francesca Cabau Agut), edició bilingüe, Espasa-Calpe, Madrid. ISBN 8423967484, ISBN 9788423967483
- 1988 Casanova o la incapacitat de perversió
- 1989 Temps que passa, gent que queda
- 1990 Diccionari Luján de gastronomia catalana
- 1991 A Mayerling, una nit...
- 1991 La folla jornada
- 1992 Mitges negres
- 1992 Les tres glorioses
- 1993 Vint segles de cuina a Barcelona
- 1994 La Rambla fa baixada
- 1994 El túnel dels anys 40
- 1995 El pont estret dels anys cinquanta
- 1996 Mites, llegendes, creences
- 1996 Els fantasmes del Trianon

### En castellà
- 1946 De toros y toreros
- 1954 Historia del toreo, Editorial Destino SL.
- 1970 Libro de la cocina española, amb Joan Perucho
- 1971 Y Mussolini creó el Fascismo, amb Luigi Bettonica
- 1977 El libro de la cocina española
- 1983 Viajes por las cocinas del mundo
- 1985 La cocina moderna en Cataluña / La cuina moderna a Catalunya, amb Francesca «Tin» Cabau Agut (autors indicats com a «Néstor y Tin Luján,» que son en realitat en Nèstor Luján i la Francesca Cabau Agut), edició bilingüe, Espasa-Calpe, Madrid. ISBN 8423967484, ISBN 9788423967483
- 1987 Decidnos, ¿quién mató al conde?
- 1988 Por ver mi Estrella María
- 1990 La puerta de oro
- 1991 Los espejos paralelos, Finalista del Premi Planeta de Novel·la 1991
- 1991 Las cocinas regionales de España, amb Francesca «Tin» Cabau Agut (autors indicats com a «Néstor y Tin Luján,» que son en realitat en Nèstor Luján i la Francesca Cabau Agut), Editorial Everest, Lleó. ISBN 8424121996, ISBN 9788424121990
  - Traduït a l'anglès: 1993 Spain: A Cook Book. A Gourmet Tour of the Regions of Spain, Néstor and Tin Luján (Nèstor Luján i Francesca Cabau Agut), Mosaik Verlag, Berlín. ISBN 3576800174

## Premis i reconeixement
L'any 1997 es va convocar per primera vegada el Premi Nèstor Luján de novel·la històrica en honor seu.
- 1974 - Premio Nacional de Gastronomía

- 1985 - Creu de Sant Jordi
- Orde de les Arts i les Lletres de França

### Premis literaris
- 1987 - Premio Internacional Plaza y Janés per Decidnos, ¿quién mató al conde?
- 1992 - Pere Quart d'Humor i Sàtira, per Les tres glorioses
- 1994 - Ramon Llull per La Rambla fa baixada
- 1995 - Sant Jordi per Els fantasmes del Trianon
- 1995 - Premi Avui per Mites, llegendes, creences